# Departamento de la Costa
El Departamento de la Costa fue un efímero departamento del Perú que estaba compuesto por los partidos de Santa (actuales provincias de Santa, Casma y Huarmey), Chancay y Canta. Fue creado el 12 de febrero de 1821 mediante el Reglamento Provisional expedido por José de San Martín en su cuartel provisional en Huaura. Fue finalmente disuelto el 4 de noviembre de 1823, anexándose sus provincias al Departamento de la Capital (Lima).

## Provincias
| Provincias | Capital                    |
| ---------- | -------------------------- |
| Santa      | Santa María de la Parrilla |
| Chancay    | Chancay                    |
| Canta      | Canta                      |